# Śrīvidyā

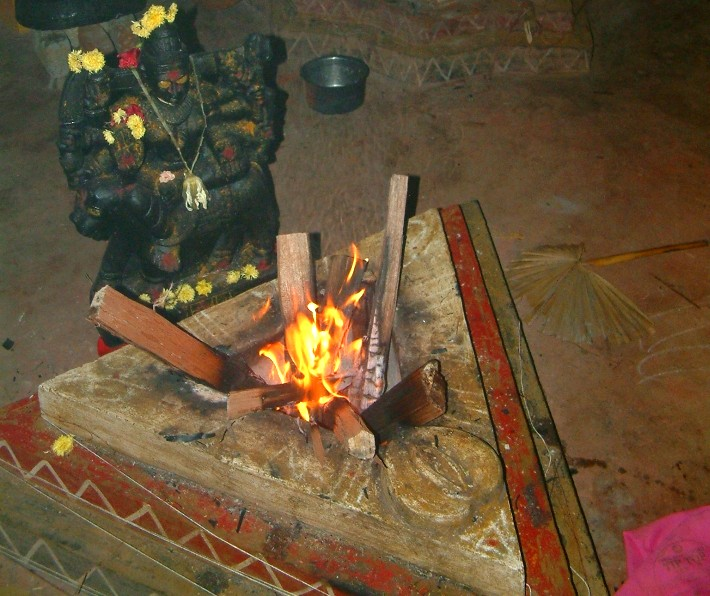
Fuoco sacrificale in onore alla Dea, cerimonia dello Śrīvidyā

Śrīvidyā è una tradizione religiosa tantrica sviluppatasi nell'alveo del Kula dal ramo detto Dakṣiṇa-āmnāya ("tradizione meridionale"). La Śrīvidyā tuttora sopravvive in India e in Nepal, e i fedeli sono devoti principalmente alla dea Tripurasundarī, la "Bella dei tre mondi".

## Generalità
La tradizione denominata Dakṣiṇa-āmnāya era una tradizione religiosa spiccatamente śākta (tradizioni queste, tipiche dell'India meridionale), nelle quali la o alcune delle divinità principali sono personalizzate come femminili e vi si trovano elementi che non possono ricondursi al brahmanesimo. Le divinità sovrane erano la coppia Kāmeśvara e Kāmeśvarī, rispettivamente Il Signore e la Signora del Desiderio.
Questi culti tantrici erano per lo più costituiti da pratiche visionarie, con riti che prevedevano una rappresentazione aniconica della Dea e meditazioni visive complesse. Alcune cerimonie facevano, e fanno tuttora uso di sostanze proibite in seno al mondo vedico e brahmanico. Si tratta delle cosiddette "cinque M": maithuna (unione sessuale), māṃsā (carne), madya (vino), matsya (pesce), mudrā (cereali arrostiti). Altra caratteristica molto importante di queste tradizioni era l'apertura sia alle caste più basse sia alle donne, donne che dal cerimoniale vedico restavano del tutto escluse.
Fra le varie tradizioni tantriche, la Dakṣiṇa-āmnāya era quella che meno si discostava dall'ortodossia, e che nel corso della sua evoluzione finì per assimilare elementi brahmanici e del Vedānta. Segno di questa evoluzione è la sopravvivenza nello Śrīvidyā attuale di questa tensione fra coloro che usano le cinque M e coloro che invece le rifiutano. Si parla, nel primo caso di "tantrismo della mano sinistra", e nel secondo "della mano destra".

## I testi
La fonte più antica è il Vāmakeśvara Tantra, suddiviso in Nityāṣodaśikārṇava e Yoginīhṛdaya. Il primo tratta del rituale, il secondo ha un carattere più esoterico e tratta principalmente dello śrīcakra, uno yantra dai molteplici significati e che costituisce la forma fondamentale di rappresentazione e adorazione della Dea Tripurasundarī. Successivo è il Tantrāraja Tantra ("Re dei Tantra"). Attualmente molto popolari sono il Saundaryalaharī ("Oceano della Bellezza"); il Lalitāsahasranāma ("Mille nomi di Lalitā", essendo Lalitā un altro nome col quale è nota Tripurasundarī); la Tripura Upaniṣad ("Segreto delle Tre Città").
Il Tantrāraja Tantra ha come argomento l'omologia fra il corpo umano e il cosmo, e la descrizione dei tre aspetti di Tripurasundarī, che ricordiamo vuole appunto significare "La Bella delle Tre Città". Le tre città sono il suo aspetto supremo, quello sottile e quello grosso, in corrispondenza coi tre modi di venerarla: con la mente (cioè con la meditazione), con la parola (cioè coi mantra), con il corpo (cioè con la ritualità). Ma triplice è anche il corpo umano:
(Tripurā Upaniṣad, 1; citato in Jean Varenne, L'insegnamento segreto della divina Shakti, traduzione di Pasquale Faccia, Edizioni Mediterranee, 2010, p. 95)
Il corpo grossolano è quello che percepiamo coi sensi; il causale è quello che "riceviamo" alla nascita dal karma, cioè quello determinato da vite anteriori; il sottile è infine un corpo non accessibile ai sensi, che occorre ricostruire con pratiche immaginali.

## Teologia
La Dea è al contempo l'Assoluto che trascende il mondo e il mondo stesso come Sua manifestazione. Questo aspetto immanente è descritto come "energia" (śakti) che permea ogni elemento materiale e immateriale del cosmo, come per esempio il corpo stesso dell'uomo e come per esempio i mantra, considerati forme foniche del divino. Anche quando la Dea è venerata come ente personale, il seguace è sempre conscio della sua trascendenza.

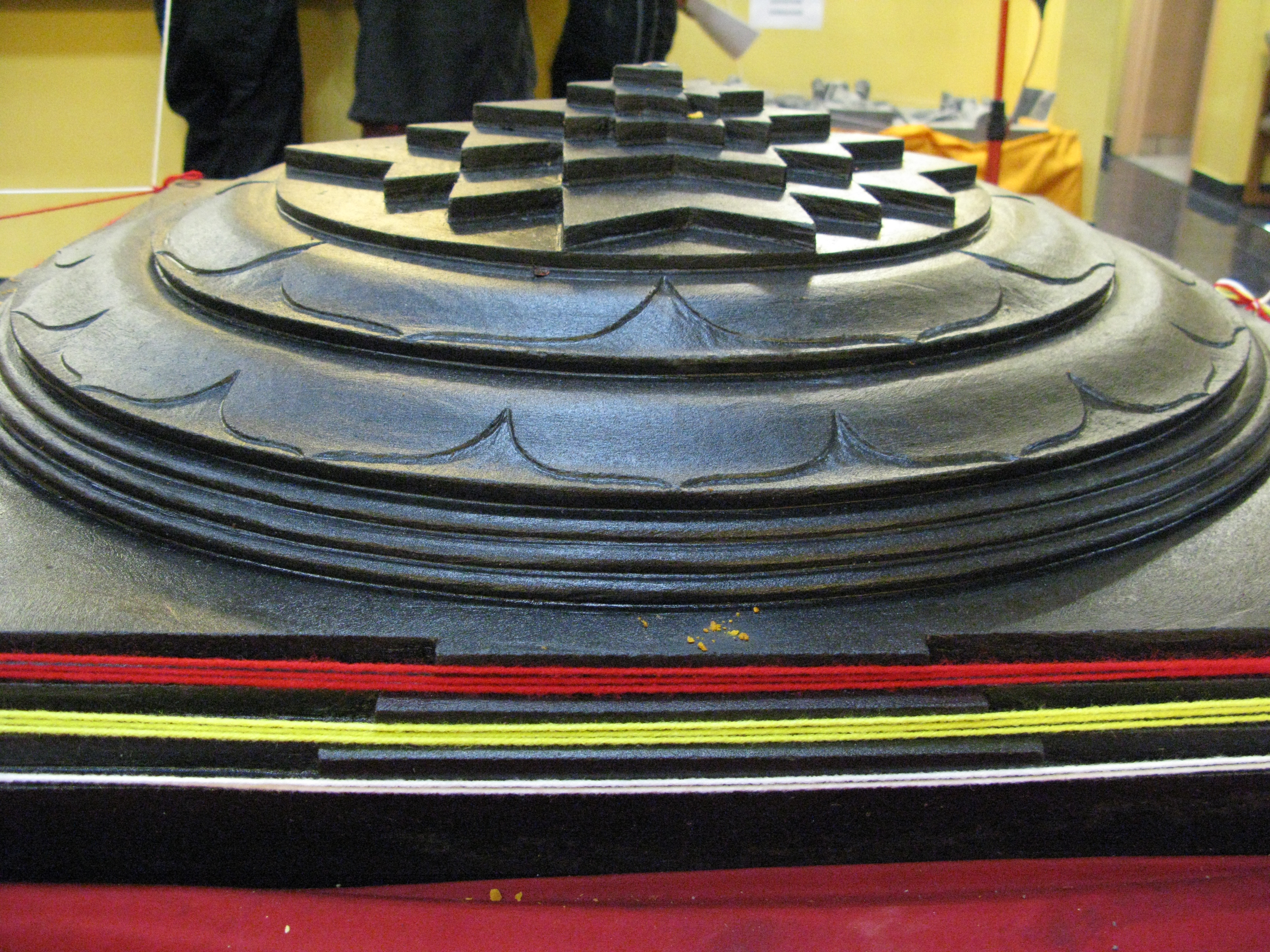
Uno Śrīcakra tridimensionale presso il tempio di Parashakthi, Pontiac, Michigan, USA

Tripurasundarī, o anche Lalitā nella versione vedantizzata a partire dal XVI sec., sono gli appellativi ricorrenti per la Dea nello Śrīvidyā. Quando raffigurata come "persona", Tripurasundarī è rappresentata vestita di rosso, adagiata su un loto, sorridente e pacifica.
La rappresentazione tipica in questa tradizione non prevede però immagini o statue, bensì uno yantra, cioè un diagramma simbolico, bidimensionale o anche tridimensionale, utilizzato come "veicolo" (è uno dei significati del termine) per le pratiche meditative e i riti religiosi. Si tratta dello śrīcakra, o anche śrīyantra.
Il fine soteriologico è sempre la salvezza, la liberazione dal ciclo delle rinascite (saṃsāra) cioè, il mokṣa, qui come in molte altre tradizioni tantriche inteso come un viaggio a ritroso verso la Dea, origine di tutto. Si tratta di un percorso concepito come un viaggio nel corpo sottile dell'adepto.

## Meditazione con lośrīcakra

Un disegno moderno che riproduce uno Śrīcakra bidimensionale

Nelle pratiche meditative con lo śrīcakra la Dea è immaginata risiedere nel punto centrale dello yantra, nel bindu che si espande verso la periferia a simboleggiare la manifestazione del cosmo fino al quadrilatero esterno che rappresenta la Terra. Queste manifestazioni sono presiedute da nove divinità femminili immaginate in nove cerchi concentrici.
Nell'omologia fra macrocosmo e microcosmo, queste nove divinità sono anche quelle che presiedono le tappe del percorso yogico a ritroso verso la Dea: i nove chakra principali che questa tradizione prevede nel corpo sottile:
(Tripurā Upaniṣad, 5; citato in Jean Varenne, L'insegnamento segreto della divina Shakti, traduzione di Pasquale Faccia, Edizioni Mediterranee, 2010, p. 95)
Lo yantra presenta al centro quattro triangoli con la punta verso l'alto e cinque con la punta verso il basso che si intersecano avendo dimensioni differenti. I primi rappresentano Śiva, i secondi Śakti, la cui unione il devoto deve realizzare anche in se stesso nell'identificazione rituale che la pratica prevede.